# Athripsodes rossi
Athripsodes rossi är en nattsländeart som beskrevs av Jacquemart och Statzner 1981. Athripsodes rossi ingår i släktet Athripsodes och familjen långhornssländor. Inga underarter finns listade i Catalogue of Life.